# Espejo Sajón

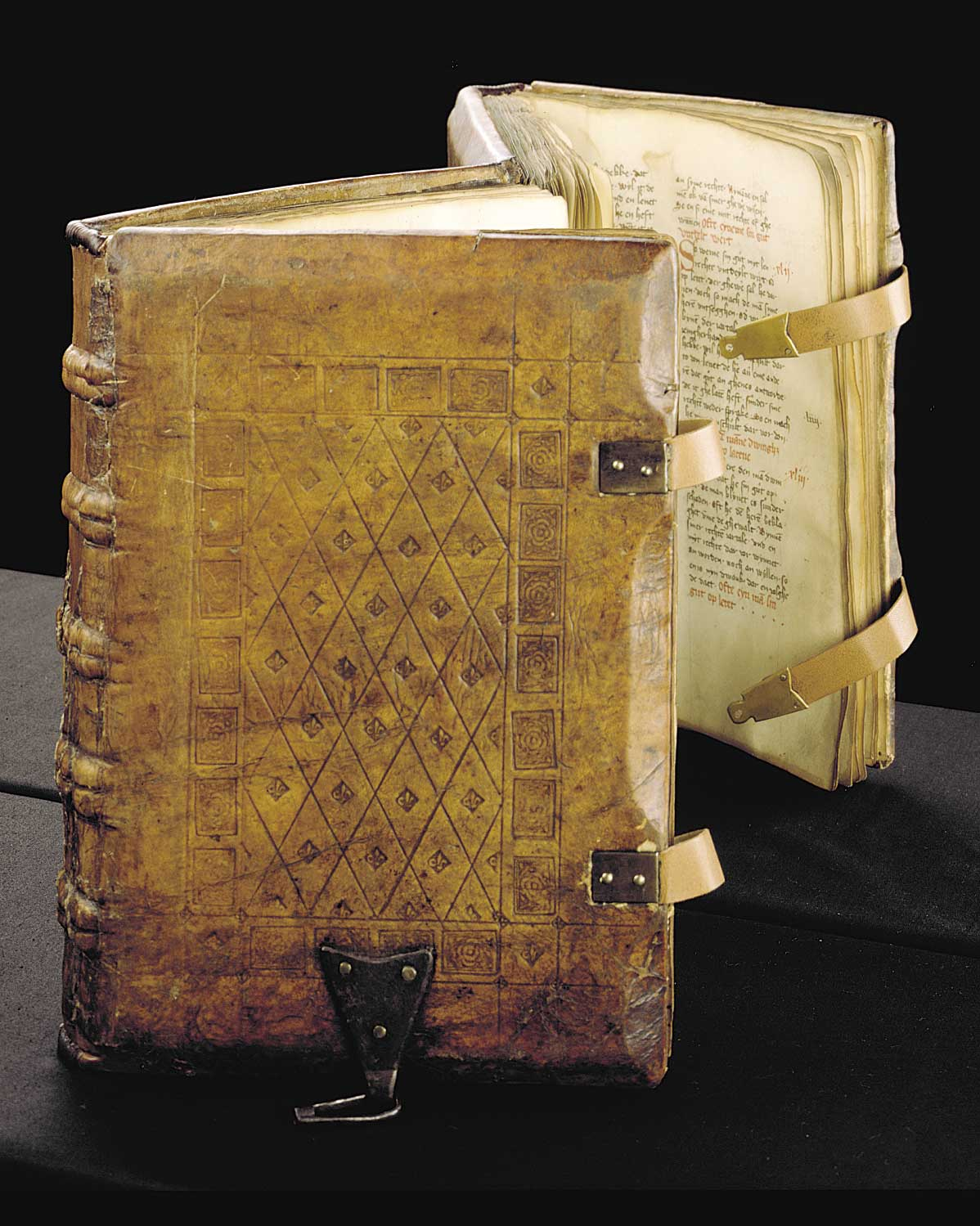
Manuscrito del Espejo Sajón de 1385 en la Biblioteca estatal de Duisburgo.

El Espejo Sajón (en alemán Sachsenspiegel, bajo alemán medio Sassen Speyghel, bajo alemán Sassenspegel) es el libro de derecho y código legal más importante de la Edad Media en Alemania. Escrito aproximadamente en 1220 como registro de la ley existente en ese momento, fue utilizado en algunas regiones de Alemania hasta 1900 y no solo es importante por su efecto sobre la ley alemana actual, sino también como un primer ejemplo de prosa escrita en una lengua germánica, ya que es el primer documento de importancia escrito en lengua germánica continental y no en latín. Se conoce una edición en latín, de la que solo quedan capítulos fragmentados.

## Historia
El Espejo Sajón fue una de las primeras obras en prosa escritas en bajo alemán medio. Su título original es Sassen Speyghel. Se cree que fue recopilado y traducido del latín por el administrador sajón Eike of Repgow por orden de su señor feudal, el Conde Hoyer de Falkenstein, en los años 1220 a 1235. Se desconoce el lugar donde fue recopilado el libro original. Se cree que fue escrito en castillo de Falkenstein, pero Peter Landau, un experto en derecho canónico medieval, ha sugerido recientemente que podría haber sido escrito en el monasterio de Altzelle (nombre actual: Altzella).
Sólo se conservan cuatro de las siete copias originales del manuscrito, que reciben su nombre de su ubicación actual: Heidelberg, Oldenburg, Dresde y Wolfenbüttel; y que fueron producidas entre 1295 y 1371. En total, existen 400 versiones del manuscrito que han llegado hasta nuestros días.
Una edición del libro en letra gótica fue realizada en 1484 por la tipógrafa Anna Rügerin.
En el Espejo sajón, el asesinato de un panadero se castigaba con una pena hasta tres veces mayor que el de otra persona cualquiera. Ello nos sugiere la importancia y respeto que se tenía al oficio de panadero en aquella época.